# Coppa Italia 2017-2018 (turni eliminatori)
I turni eliminatori della Coppa Italia 2017-2018 si sono disputati tra il 29 luglio 2017 e il 30 novembre 2017. Partecipano a questa prima fase della competizione 70 club: 8 di essi si qualificano alla fase finale, composta da 16 squadre.

## Date
| Fase              | Turno    | Data                   |                        |
| ----------------- | -------- | ---------------------- | ---------------------- |
| Turni eliminatori | 1º turno | 29-30 luglio 2017      | 29-30 luglio 2017      |
| Turni eliminatori | 2º turno | 5-6 agosto 2017        | 5-6 agosto 2017        |
| Turni eliminatori | 3º turno | 11-12-13 agosto 2017   | 11-12-13 agosto 2017   |
| Turni eliminatori | 4º turno | 28-29-30 novembre 2017 | 28-29-30 novembre 2017 |

## Squadre
| Legenda                                                                  | Legenda            | Legenda           | Legenda                         |
| ------------------------------------------------------------------------ | ------------------ | ----------------- | ------------------------------- |
| I club con numero di tabellone 1-8 sono già qualificati alla fase finale |                    |                   |                                 |
| I club vincitori del quarto turno avanzano alla fase finale              |                    |                   |                                 |
| I club sconfitti nel primo turno,                                        | nel secondo turno, | nel terzo turno e | nel quarto turno sono eliminati |

| Squadre    | Rank    |
| Serie A    | Serie A |
| ---------- | ------- |
| Juventus   | 1       |
| Lazio      | 2       |
| Milan      | 3       |
| Napoli     | 4       |
| Atalanta   | 5       |
| Inter      | 6       |
| Fiorentina | 7       |
| Roma       | 8       |

| Squadre   | Rank    |
| Serie A   | Serie A |
| --------- | ------- |
| Torino    | 9       |
| Sampdoria | 10      |
| Cagliari  | 11      |
| Sassuolo  | 12      |
| Udinese   | 13      |
| Chievo    | 14      |
| Bologna   | 15      |
| Genoa     | 16      |
| Crotone   | 17      |
| SPAL      | 18      |
| Verona    | 19      |
| Benevento | 20      |

| Squadre        | Rank    |
| Serie B        | Serie B |
| -------------- | ------- |
| Perugia        | 21      |
| Avellino       | 22      |
| Empoli         | 23      |
| Novara         | 24      |
| Cesena         | 25      |
| Cittadella     | 26      |
| Ascoli         | 27      |
| Frosinone      | 28      |
| Spezia         | 29      |
| Palermo        | 30      |
| Foggia         | 31      |
| Ternana        | 32      |
| Carpi          | 33      |
| Salernitana    | 34      |
| Brescia        | 35      |
| Pescara        | 36      |
| Pro Vercelli   | 37      |
| Venezia        | 38      |
| Virtus Entella | 39      |
| Bari           | 40      |
| Parma          | 41      |
| Cremonese      | 42      |

| Squadre            | Rank    |
| Serie C            | Serie C |
| ------------------ | ------- |
| Pordenone          | 43      |
| Lecce              | 44      |
| Arezzo             | 45      |
| Padova             | 46      |
| Alessandria        | 47      |
| Livorno            | 48      |
| Trapani            | 49      |
| Vicenza            | 50      |
| Virtus Francavilla | 51      |
| Reggiana           | 52      |
| Pisa               | 53      |
| Juve Stabia        | 54      |
| Giana Erminio      | 55      |
| Sambenedettese     | 56      |
| Piacenza           | 57      |
| Siracusa           | 58      |
| Matera             | 59      |
| Gubbio             | 60      |
| Casertana          | 62      |
| Renate             | 63      |
| Lucchese           | 65      |
| AlbinoLeffe        | 66      |
| Bassano Virtus     | 67      |
| Pro Piacenza       | 71      |
| Paganese           | 72      |
| Feralpisalò        | 73      |
| Cosenza            | 74      |

| Squadre            | Rank    |
| Serie D            | Serie D |
| ------------------ | ------- |
| Monterosi Tuscia   | 61      |
| Massese            | 64      |
| Varese             | 68      |
| Trastevere         | 69      |
| Imolese            | 70      |
| Rende              | 75      |
| Triestina          | 76      |
| Ciliverghe Mazzano | 77      |
| Matelica           | 78      |

## Tabellone
|  | Primo turno | Primo turno          | Primo turno |  |  | Secondo turno | Secondo turno      | Secondo turno |  |    | Terzo turno | Terzo turno    | Terzo turno |  |    | Quarto turno | Quarto turno | Quarto turno |
|  |             |                      |             |  |  |               |                    |               |  |    |             |                |             |  |    |              |              |              |
|  | 56          | Sambenedettese (dts) | 2           |  |  | 25            | Cesena             | 2             |  |    | 16          | Genoa (dts)    | 2           |  |    |              |              |              |
|  | 65          | Lucchese             | 0           |  |  | 56            | Sambenedettese     | 1             |  |    | 25          | Cesena         | 1           |  |    | 16           | Genoa        | 1            |
|  | 57          | Piacenza             | 1           |  |  | 24            | Novara             | 1             |  |    | 17          | Crotone        | 2           |  | 17 | Crotone      | 0            |              |
|  | 64          | Massese              | 0           |  |  | 57            | Piacenza           | 2             |  |    | 57          | Piacenza       | 1           |  |    |              |              |              |
|  | 49          | Trapani              | 6           |  |  | 32            | Ternana            | 0             |  |    | 9           | Torino         | 7           |  |    |              |              |              |
|  | 72          | Paganese             | 0           |  |  | 49            | Trapani            | 1             |  |    | 49          | Trapani        | 1           |  |    | 9            | Torino       | 2            |
|  | 48          | Livorno (dcr)        | 0 (5)       |  |  | 33            | Carpi              | 4             |  |    |             |                |             |  | 33 | Carpi        | 0            |              |
|  | 73          | Feralpisalò          | 0 (4)       |  |  | 48            | Livorno            | 0             |  |    | 33          | Carpi (dcr)    | 3 (4)       |  |    |              |              |              |
|  | 74          | Cosenza              | 2           |  |  | 34            | Salernitana        | 2             |  | 34 | Salernitana | 3 (3)          |             |  |    |              |              |              |
|  | 47          | Alessandria (dts)    | 3           |  |  | 47            | Alessandria        | 1             |  |    |             |                |             |  |    |              |              |              |
|  | 69          | Trastevere           | 1           |  |  | 29            | Spezia             | 3             |  |    | 12          | Sassuolo       | 2           |  |    |              |              |              |
|  | 52          | Reggiana             | 2           |  |  | 52            | Reggiana           | 0             |  |    | 29          | Spezia         | 0           |  |    | 12           | Sassuolo     | 2            |
|  |             |                      |             |  |  | 40            | Bari               | 2             |  |    |             |                |             |  | 40 | Bari         | 1            |              |
|  |             |                      |             |  |  | 41            | Parma              | 1             |  |    | 40          | Bari           | 2           |  |    |              |              |              |
|  |             |                      |             |  |  | 39            | Virtus Entella     | 0             |  | 42 | Cremonese   | 1              |             |  |    |              |              |              |
|  |             |                      |             |  |  | 42            | Cremonese          | 1             |  |    |             |                |             |  |    |              |              |              |
|  | 53          | Pisa                 | 3           |  |  | 53            | Pisa               | 0             |  |    | 13          | Udinese        | 3           |  |    |              |              |              |
|  | 68          | Varese               | 1           |  |  | 28            | Frosinone          | 1             |  |    | 28          | Frosinone      | 2           |  |    | 13           | Udinese      | 8            |
|  | 60          | Gubbio               | 1           |  |  | 21            | Perugia            | 2             |  |    | 20          | Benevento      | 0           |  | 21 | Perugia      | 3            |              |
|  | 61          | Monterosi Tuscia     | 0           |  |  | 60            | Gubbio             | 1             |  |    | 21          | Perugia        | 4           |  |    |              |              |              |
|  | 54          | Juve Stabia          | 3           |  |  | 27            | Ascoli             | 3             |  |    | 14          | Chievo         | 2           |  |    |              |              |              |
|  | 67          | Bassano Virtus       | 1           |  |  | 54            | Juve Stabia        | 2             |  |    | 27          | Ascoli         | 1           |  |    | 14           | Chievo       | 1 (4)        |
|  | 59          | Matera               | 2           |  |  | 22            | Avellino           | 1             |  |    | 19          | Verona         | 3           |  | 19 | Verona (dcr) | 1 (5)        |              |
|  | 62          | Casertana            | 0           |  |  | 59            | Matera             | 0             |  |    | 22          | Avellino       | 1           |  |    |              |              |              |
|  | 51          | Virtus Francavilla   | 3           |  |  | 30            | Palermo            | 5             |  |    | 11          | Cagliari (dcr) | 1 (4)       |  |    |              |              |              |
|  | 70          | Imolese              | 1           |  |  | 51            | Virtus Francavilla | 0             |  |    | 30          | Palermo        | 1 (2)       |  |    | 11           | Cagliari     | 1            |
|  | 43          | Pordenone            | 2           |  |  | 38            | Venezia            | 1             |  |    |             |                |             |  | 43 | Pordenone    | 2            |              |
|  | 78          | Matelica             | 0           |  |  | 43            | Pordenone          | 2             |  |    | 43          | Pordenone      | 3           |  |    |              |              |              |
|  | 44          | Lecce                | 3           |  |  | 37            | Pro Vercelli       | 1             |  | 44 | Lecce       | 2              |             |  |    |              |              |              |
|  | 77          | Ciliverghe Mazzano   | 0           |  |  | 44            | Lecce              | 2             |  |    |             |                |             |  |    |              |              |              |
|  | 50          | Vicenza              | 4           |  |  | 50            | Vicenza            | 1             |  |    | 10          | Sampdoria      | 3           |  |    |              |              |              |
|  | 71          | Pro Piacenza         | 1           |  |  | 31            | Foggia             | 3             |  |    | 31          | Foggia         | 0           |  |    | 10           | Sampdoria    | 4            |
|  | 46          | Padova (dts)         | 2           |  |  | 35            | Brescia            | 1             |  |    |             |                |             |  | 36 | Pescara      | 1            |              |
|  | 75          | Rende                | 1           |  |  | 46            | Padova             | 0             |  |    | 35          | Brescia        | 1           |  |    |              |              |              |
|  | 45          | Arezzo               | 0           |  |  | 36            | Pescara (dts)      | 5             |  | 36 | Pescara     | 3              |             |  |    |              |              |              |
|  | 76          | Triestina            | 1           |  |  | 76            | Triestina          | 3             |  |    |             |                |             |  |    |              |              |              |
|  | 63          | Renate               | 3           |  |  | 23            | Empoli             | 2 (3)         |  |    | 18          | SPAL           | 1           |  |    |              |              |              |
|  | 58          | Siracusa             | 1           |  |  | 63            | Renate (dcr)       | 2 (4)         |  |    | 63          | Renate         | 0           |  |    | 18           | SPAL         | 0            |
|  | 55          | Giana Erminio        | 1           |  |  | 26            | Cittadella         | 2             |  |    | 15          | Bologna        | 0           |  | 26 | Cittadella   | 2            |              |
|  | 66          | AlbinoLeffe          | 3           |  |  | 66            | AlbinoLeffe        | 1             |  |    | 26          | Cittadella     | 3           |  |    |              |              |              |

## Primo turno

### Tabellini
| Arbitro: | Dionisi (L'Aquila) |

|  |           |            |
|  | Marcatori | 10’ Mensah |

| Arbitro: | Schirru (Nichelino) |

|                                    |           |                    |
| Simonetti 8’ Lunetta 58’ Gomez 90’ | Marcatori | 85’ (rig.) Mancino |

| Arbitro: | D'Apice (Arezzo) |

|           |           |                               |
| Sfanò 47’ | Marcatori | 5’ Cesarini 71’ (aut.) Cotani |

| Arbitro: | Valiante (Salerno) |

|                                   |           |                     |
| Nzola 11’ Abruzzese 54’ Viola 68’ | Marcatori | 73’ (rig.) Ferretti |

| Arbitro: | Andreini (Forlì) |

|                                                      |           |           |
| Giacomelli 35’, 43’ Malomo 73’ De Giorgio 87’ (rig.) | Marcatori | 22’ Barba |

| Arbitro: | Zanonato (Vicenza) |

|                   |           |  |
| Scaccabarozzi 65’ | Marcatori |  |

| Arbitro: | Robilotta (Sala Consilina) |

|                                 |           |                                         |
| Fissore 86’ (aut.) Pascali 105’ | Marcatori | 90+1’ Cazzola 108’ Celjak 115’ Casasola |

| Arbitro: | Prontera (Bologna) |

|           |           |                                           |
| Perna 79’ | Marcatori | 36’ Ravasio 52’ (aut.) Perico 89’ Agnello |

| Arbitro: | Paterna (Teramo) |

|               |           |  |
| Valagussa 50’ | Marcatori |  |

| Arbitro: | Massimi (Termoli) |

|                                              |           |  |
| Caturano 25’ Lepore 80’ (rig.) Torromino 82’ | Marcatori |  |

| Arbitro: | Marchetti (Ostia Lido) |

|                                          |                      |                                         |
| Valiani Murilo Pedrelli Gasbarro Doumbia | Tiri di rigore 5 – 4 | Capodaglio Surraco Emerson Marchi Luche |

| Arbitro: | Proietti (Terni) |

|                         |           |  |
| Corado 19’ Giovinco 62’ | Marcatori |  |

| Arbitro: | Perotti (Legnano) |

|                      |           |                          |
| Marcandella 3’, 109’ | Marcatori | 34’ (rig.) Actis Goretta |

| Arbitro: | Chindemi (Viterbo) |

|                               |           |               |
| Eusepi 33’ (rig.), 60’, 90+2’ | Marcatori | 11’ Palazzolo |

| Arbitro: | Amabile (Vicenza) |

|                               |           |  |
| Buratto 20’ Burrai 90’ (rig.) | Marcatori |  |

| Arbitro: | Viotti (Tivoli) |

|                         |           |  |
| Tomi 95’ Di Massimo 97’ | Marcatori |  |

| Arbitro: | Capone (Palermo) |

|                                                           |           |  |
| Murano 14’, 60’ Canotto 15’, 44’ Fornito 72’ Ferretti 85’ | Marcatori |  |

| Arbitro: | Fiorini (Frosinone) |

|                                      |           |             |
| Berardi 12’ Strefezza 45+1’ Nava 66’ | Marcatori | 40’ Minesso |

### Risultati
| Squadra 1          | Risultato       | Squadra 2          |
| ------------------ | --------------- | ------------------ |
| Sambenedettese     | 2 - 0 (dts)     | Lucchese           |
| Piacenza           | 1 - 0           | Massese            |
| Trapani            | 6 - 0           | Paganese           |
| Livorno            | 0 - 0 (5-4 dtr) | Feralpisalò        |
| Cosenza            | 2 - 3 (dts)     | Alessandria        |
| Trastevere         | 1 - 2           | Reggiana           |
| Pisa               | 3 - 1           | Varese             |
| Gubbio             | 1 - 0           | Monterosi Tuscia   |
| Juve Stabia        | 3 - 1           | Bassano Virtus     |
| Matera             | 2 - 0           | Casertana          |
| Virtus Francavilla | 3 - 1           | Imolese            |
| Lecce              | 3 - 0           | Ciliverghe Mazzano |
| Pordenone          | 2 - 0           | Matelica           |
| Vicenza            | 4 - 1           | Pro Piacenza       |
| Padova             | 2 - 1 (dts)     | Rende              |
| Arezzo             | 0 - 1           | Triestina          |
| Giana Erminio      | 1 - 3           | AlbinoLeffe        |
| Renate             | 3 - 1           | Siracusa           |

Note
1. 1 2 3  Inversione di campo rispetto all'esito del sorteggio.

## Secondo turno

### Tabellini
| Arbitro: | Baroni (Firenze) |

|                                    |           |                 |
| Favilli 27’ (rig.), 39’ De Feo 75’ | Marcatori | 32’, 78’ Paponi |

| Arbitro: | Pillitteri (Palermo) |

|                                         |           |  |
| Ceccaroni 41’ Vignali 48’ Sciaudone 82’ | Marcatori |  |

| Arbitro: | Rapuano (Rimini) |

|                                                        |                      |                                                     |
| Piu 55’ Napoli 120+1’ (aut.)                           | Marcatori            | 47’ (rig.) Gomez 118’ Palma                         |
| Pasqual Zajc Castagnetti Donnarumma El Kaddouri Veseli | Tiri di rigore 3 – 4 | Palma Simonetti Finocchio Napoli Antezza Di Gennaro |

| Arbitro: | Serra (Torino) |

|             |           |                    |
| Firenze 61’ | Marcatori | 36’, 46’ Di Piazza |

| Arbitro: | Ghersini (Genova) |

|               |           |                            |
| Macheda 90+4’ | Marcatori | 41’ Pederzoli 72’ Morosini |

| Arbitro: | Giua (Olbia) |

|           |           |                           |
| Moreo 60’ | Marcatori | 13’ Martignago 77’ Burrai |

| Arbitro: | Piccinini (Forlì) |

|                             |           |             |
| Schenetti 32’ Arrighini 76’ | Marcatori | 66’ Ravasio |

| Arbitro: | Balice (Termoli) |

|              |           |  |
| D'Angelo 11’ | Marcatori |  |

| Arbitro: | Sacchi (Macerata) |

|                 |           |  |
| Torregrossa 15’ | Marcatori |  |

| Arbitro: | Ros (Pordenone) |

|                                           |           |  |
| Mbakogu 5’ (rig.), 49’ Verna 15’ Jawo 24’ | Marcatori |  |

| Arbitro: | Martinelli (Roma 2) |

|                                                      |           |  |
| Trajkovski 13’, 45+2’, 72’ Aleesami 66’ Murawski 80’ | Marcatori |  |

| Arbitro: | Fourneau (Roma 1) |

|                                                                         |           |                         |
| Pettinari 27’ Brugman 39’ Ganz 90+2’ (rig.) Coulibaly 94’ Del Sole 116’ | Marcatori | 4’ Aquaro 45’, 75’ Arma |

| Arbitro: | Minelli (Varese) |

|  |           |             |
|  | Marcatori | 31’ Ciofani |

| Arbitro: | Illuzzi (Molfetta) |

|                          |           |             |
| Bocalon 18’ Sprocati 83’ | Marcatori | 35’ Marconi |

| Arbitro: | Aureliano (Bologna) |

|                       |           |                                |
| De Giorgio 51’ (rig.) | Marcatori | 41’, 69’ Mazzeo 71’ Milinkovic |

| Arbitro: | La Penna (Roma 1) |

|  |           |             |
|  | Marcatori | 45+1’ Pesce |

| Arbitro: | Di Martino (Teramo) |

|                            |           |               |
| Laribi 16’ (rig.) Vita 56’ | Marcatori | 90+1’ Valente |

| Arbitro: | Marini (Roma 1) |

|                          |           |             |
| Brighi 51’ Buonaiuto 65’ | Marcatori | 68’ Cazzola |

| Arbitro: | Abbattista (Molfetta) |

|  |           |            |
|  | Marcatori | 86’ Murano |

| Arbitro: | Saia (Palermo) |

|                 |           |                  |
| Galano 36’, 90’ | Marcatori | 2’ (rig.) Calaiò |

### Risultati
| Squadra 1      | Risultato       | Squadra 2          |
| -------------- | --------------- | ------------------ |
| Cesena         | 2 - 1           | Sambenedettese     |
| Novara         | 1 - 2           | Piacenza           |
| Ternana        | 0 - 1           | Trapani            |
| Carpi          | 4 - 0           | Livorno            |
| Salernitana    | 2 - 1           | Alessandria        |
| Spezia         | 3 - 0           | Reggiana           |
| Virtus Entella | 0 - 1           | Cremonese          |
| Bari           | 2 - 1           | Parma              |
| Pisa           | 0 - 1           | Frosinone          |
| Perugia        | 2 - 1           | Gubbio             |
| Ascoli         | 3 - 2           | Juve Stabia        |
| Avellino       | 1 - 0           | Matera             |
| Palermo        | 5 - 0           | Virtus Francavilla |
| Pro Vercelli   | 1 - 2           | Lecce              |
| Venezia        | 1 - 2           | Pordenone          |
| Vicenza        | 1 - 3           | Foggia             |
| Brescia        | 1 - 0           | Padova             |
| Pescara        | 5 - 3 (dts)     | Triestina          |
| Cittadella     | 2 - 1           | AlbinoLeffe        |
| Empoli         | 2 - 2 (3-4 dtr) | Renate             |

Note
1. 1 2  Inversione di campo rispetto all'esito del sorteggio.

## Terzo turno

### Tabellini
| Arbitro: | Pasqua (Tivoli) |

|                                                                                          |           |           |
| Belotti 13’, 40’ Fazio 27’ (aut.) Berenguer 35’ Obi 43’ Iago Falque 68’ De Silvestri 87’ | Marcatori | 18’ Fazio |

| Arbitro: | Abisso (Palermo) |

|  |           |                                   |
|  | Marcatori | 20’ Kouamé 41’ Pasa 45+1’ Litteri |

| Arbitro: | Nasca (Bari) |

|  |           |                                    |
|  | Marcatori | 43’, 70’, 73’ Cerri 88’ Emmanuello |

| Arbitro: | Orsato (Schio) |

|            |           |                              |
| Bisoli 34’ | Marcatori | 30’ Capone 57’, 81’ Del Sole |

| Arbitro: | Gavillucci (Latina) |

|                                          |                      |                                   |
| Malcore 72’ (rig.) Concas 78’ Nzola 102’ | Marcatori            | 2’ Minala 32’ Zito 91’ Bocalon    |
| Mbakogu Malcore Jelenič Nzola Concas     | Tiri di rigore 4 – 3 | Rosina Minala Bocalon Tuia Vitale |

| Arbitro: | Chiffi (Padova) |

|                                          |           |                   |
| Raffini 78’ Burrai 83’ (rig.) Parodi 90’ | Marcatori | 6’, 48’ Di Piazza |

| Arbitro: | Calvarese (Teramo) |

|            |           |  |
| Vicari 28’ | Marcatori |  |

| Arbitro: | Mariani (Aprilia) |

|                              |           |             |
| Inglese 25’ Cacciatore 90+5’ | Marcatori | 67’ Favilli |

| Arbitro: | Pinzani (Empoli) |

|                        |           |          |
| Budimir 25’ Trotta 83’ | Marcatori | 62’ Bini |

| Arbitro: | Banti (Livorno) |

|                                      |           |  |
| Barreto 19’ Caprari 74’ Kownacki 80’ | Marcatori |  |

| Arbitro: | Pairetto (Nichelino) |

|                          |           |  |
| Missiroli 8’ Berardi 27’ | Marcatori |  |

| Arbitro: | Giacomelli (Trieste) |

|                                    |           |                       |
| Théréau 31’ Lasagna 64’ Jankto 72’ | Marcatori | 38’ Gori 78’ Crivello |

| Arbitro: | Maresca (Napoli) |

|                      |           |              |
| Salzano 29’ Nenê 41’ | Marcatori | 8’ Brighenti |

| Arbitro: | Valeri (Roma 2) |

|                        |                      |                                  |
| João Pedro 45+1’       | Marcatori            | 66’ La Gumina                    |
| Cigarini Čop Sau Cossu | Tiri di rigore 4 – 2 | Jajalo Aleesami Struna La Gumina |

| Arbitro: | Manganiello (Pinerolo) |

|                        |           |                   |
| Simeone 51’ Laxalt 95’ | Marcatori | 36’ (rig.) Laribi |

| Arbitro: | Mazzoleni (Bergamo) |

|                             |           |              |
| Verde 34’, 38’ Zuculini 87’ | Marcatori | 49’ Castaldo |

### Risultati
| Squadra 1 | Risultato       | Squadra 2   |
| --------- | --------------- | ----------- |
| Genoa     | 2 - 1 (dts)     | Cesena      |
| Crotone   | 2 - 1           | Piacenza    |
| Torino    | 7 - 1           | Trapani     |
| Carpi     | 3 - 3 (4-3 dtr) | Salernitana |
| Sassuolo  | 2 - 0           | Spezia      |
| Bari      | 2 - 1           | Cremonese   |
| Udinese   | 3 - 2           | Frosinone   |
| Benevento | 0 - 4           | Perugia     |
| Chievo    | 2 - 1           | Ascoli      |
| Verona    | 3 - 1           | Avellino    |
| Cagliari  | 1 - 1 (4-2 dtr) | Palermo     |
| Pordenone | 3 - 2           | Lecce       |
| Sampdoria | 3 - 0           | Foggia      |
| Brescia   | 1 - 3           | Pescara     |
| Bologna   | 0 - 3           | Cittadella  |
| SPAL      | 1 - 0           | Renate      |

## Quarto turno

### Tabellini
| Arbitro: | Piscopo (Imperia) |

|             |           |                           |
| Dessena 18’ | Marcatori | 8’ Sainz-Maza 62’ Bassoli |

| Arbitro: | Marini (Roma 1) |

|  |           |                                 |
|  | Marcatori | 13’ (aut.) Konate 87’ Schenetti |

| Arbitro: | Fourneau (Roma 1) |

|                                         |           |            |
| Kownacki 2’, 74’ Ramírez 9’ Caprari 31’ | Marcatori | 53’ Benali |

| Arbitro: | Pillitteri (Palermo) |

|                               |           |                 |
| Falcinelli 34’ Politano 90+3’ | Marcatori | 64’ (rig.) Nenê |

| Arbitro: | Mariani (Aprilia) |

|                                                    |                      |                                        |
| Pellissier 8’                                      | Marcatori            | 34’ Fares                              |
| Pellissier Cacciatore Dainelli Radovanović Inglese | Tiri di rigore 4 – 5 | Rômulo Fossati Verde Tupta B. Zuculini |

| Arbitro: | Illuzzi (Molfetta) |

|                             |           |  |
| Iago Falque 18’ Belotti 32’ | Marcatori |  |

| Arbitro: | Nasca (Bari) |

|                                                                                             |           |                                            |
| Danilo 17’ Maxi López 34’ (rig.), 49’, 63’ (rig.), 71’ Lasagna 40’ Ingelsson 82’ Jankto 86’ | Marcatori | 45’ (rig.) Cerri 55’ Bianco 61’ Mustacchio |

| Arbitro: | Manganiello (Pinerolo) |

|              |           |  |
| Migliore 54’ | Marcatori |  |

### Risultati
| Squadra 1 | Risultato       | Squadra 2  |
| --------- | --------------- | ---------- |
| Genoa     | 1 - 0           | Crotone    |
| Torino    | 2 - 0           | Carpi      |
| Sassuolo  | 2 - 1           | Bari       |
| Udinese   | 8 - 3           | Perugia    |
| Chievo    | 1 - 1 (4-5 dtr) | Verona     |
| Cagliari  | 1 - 2           | Pordenone  |
| Sampdoria | 4 - 1           | Pescara    |
| SPAL      | 0 - 2           | Cittadella |